# Diplazium praestans
Diplazium praestans là một loài thực vật có mạch trong họ Woodsiaceae. Loài này được (Copel.) C.V. Morton miêu tả khoa học đầu tiên năm 1967.